# Glauk Konjufca
Glauk Konjufca (Pristina, 25 de julio de 1981) es un activista, periodista y político kosovar que se desempeña como presidente de la Asamblea desde el 3 de febrero de 2021.  Anteriormente fue miembro de la Asamblea, líder del grupo parlamentario de Vetëvendosje!, Ministro de Relaciones Exteriores y Presidente en funciones de Kosovo.

## Biografía
Konjufca nació en Pristina. Estudió filosofía en la Universidad de Pristina. Durante sus estudios, se desempeñó como subdirector de la organización estudiantil Center for Rights.
Konjufca es autor de un libro sobre G. W. F. Hegel y otras publicaciones sobre filosofía.

### Carrera política
Konjufca ha sido un activista de Vetëvendosje! desde su fundación en 2005. Editó el periódico semanal del movimiento y fue elegido miembro de la Asamblea de Kosovo en 2010. Se desempeñó como vicepresidente de la Asamblea de 2011 a 2014 y nuevamente de 2015 a 2017, y dirigió el grupo parlamentario de Vetëvendosje de 2014 a 2019.
Después de la victoria de Vetëvendosje en las elecciones parlamentarias de 2019, Konjufca fue nombrado presidente de la Asamblea el 26 de diciembre de 2019 con una votación de 75 a 27. Dimitió el 3 de febrero de 2020 para convertirse en Ministro de Relaciones Exteriores. Dejó el cargo cuando un nuevo gobierno liderado por partidos de oposición asumió el cargo el 3 de junio de 2020.
Konjufca fue el segundo candidato más votado en las elecciones parlamentarias de 2021, que Vetëvendosje ganó por abrumadora mayoría. El 22 de marzo de 2021, fue elegido presidente de la Asamblea por 69 a 33 votos. Con una presidencia vacante, Konjufca también se desempeñó como presidente interino del país.